# 排绸乡
排绸乡，是中华人民共和国湖南省湘西土家族苗族自治州吉首市下辖的一个乡镇级行政单位。

## 行政区划
排绸乡下辖以下地区：
光坪村、香花村、锦坪村、河坪村、王腊村、广群村、卡坪村、槐花村、白云村和高寨村。